# Хортобађка палачинка
Хортобађка палачинка или Хортобађке месне палачинке, специјалитет мађарске кухиње, су слане палачинке пуњене млевеним паприкашем, са сосом од сока од чорбе и павлаке. Обично се наводи као предјело на јеловницима, али због своје заситне природе може се јести и као главно јело. 

## Порекло
Јело није повезано са Хортобађом или Хортобађом, националним парком у Великој мађарској равници. Осмишљен је за Светски сајам у Бриселу 1958. године.

## Припрема
Две основне компоненте јела су палачинке и „перкелт”. Нешто гушће него обично, лагано пржене палачинке пуњене су млевеним перкелтом без соса. Пуњење се може зачинити мање или више по укусу. Могу се додати и бели лук, црвена паприка, парадајз паста, бибер, семенке кима или врло минимално сенф. Углавном, може се правити од било које врсте перкелта, али се сматра да је телећи перкелт најпопуларнији.
Палачинке пуњене млевеним месом, за разлику од слатких палачинки, обично се не мотају, већ савијају на четири дела, као кеса. Пре сервирања може се украсити са мало павлаке, соком од чорбе и першуном, а одозго посути и ренданим сиром. Порција се обично састоји од две палачинке.
Често се припрема да се користи остатке перкелта, што је само по себи прихватљиво, али ако се уместо чорбе припрема млевењем разних остатака и накнадним зачињавањем, то се више не може сматрати исправним гастрономским поступком.

## Извор
- Од Брисела до Брисела 22. октобар 2012.